# Куковичино
Куковичино — деревня в Великолукском районе Псковской области России. Входит в состав сельского поселения «Букровская волость».
Расположена на северо-востоке района, на левом берегу реки Кунья, в 55 км к северо-востоку от центра города Великие Луки и в 15 км к северо-востоку от волостного центра Букрово-2.

## Население
Численность населения по оценке на 2000 год составляла 19 человек, на 2010 год — 12 человек.